# Roderich von Erckert

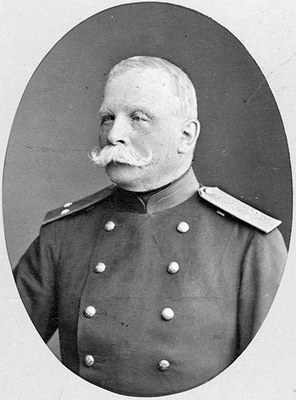
Roderich von Erckert (ca. 1885)

Roderich von Erckert, auch R. von Erkert oder R. d’Erkert (* 15. Dezember 1821 in Kulm; † 12. Dezember 1900 in Berlin) war ein  deutscher Ethnograph, Kartograph und Offizier in russischen Diensten.

## Leben
Erkert war Gardeoffizier und Mitglied der russischen Geographischen Gesellschaft. Er erforschte die Kultur und die Sprachen der Volksgruppen Russlands und des Kaukasus und veröffentlichte hierüber mehrere wissenschaftliche Arbeiten und Reiseberichte.
Erkert veröffentlichte auch mehrere Karten, u. a. sechs Karten über ein Gebiet zwischen Warthe und dem Dniepr und gab damit einen Überblick über die polnischen Nationalitäten der einzelnen Landesteile in Russland. Später wandte er sich den Völkern und Sprachen des Kaukasus zu. Hier erkundete er u. a. die Georgische Heerstraße. Zuletzt widmete er sich der im 19. Jahrhundert so populären Germanenforschung.

## Werke
- Russland, Carte éthnografique de l’Empire de Russie, par R. von Erkert, Kiepert, Berlin 1862
- Atlas ethnographique des provinces habitées en totalité ou en partie par des Polonais, par R. d’Erkert, St. Pétersbourg, 1863
- Der Kaukasus und seine Völker (1887)
- Der Ursprung der Kosaken, vorzüglich  nach neuesten russischen Quellen (1882)
- Die Sprachen des kaukasischen Stammes (1895)
- Wanderungen und Siedelungen der germanischen Stämme in Mitteleuropa (1901).